# Archidiocèse de Fribourg-en-Brisgau
L'archidiocèse de Fribourg-en-Brisgau est un archidiocèse métropolitain de rite romain créé le 16 août 1821, succédant au diocèse de Constance. L'archevêché est situé dans la ville de Fribourg-en-Brisgau, en Allemagne. Son nom latin est Archidioecesis Friburgensis.
- Liste des archevêques de Fribourg-en-Brisgau

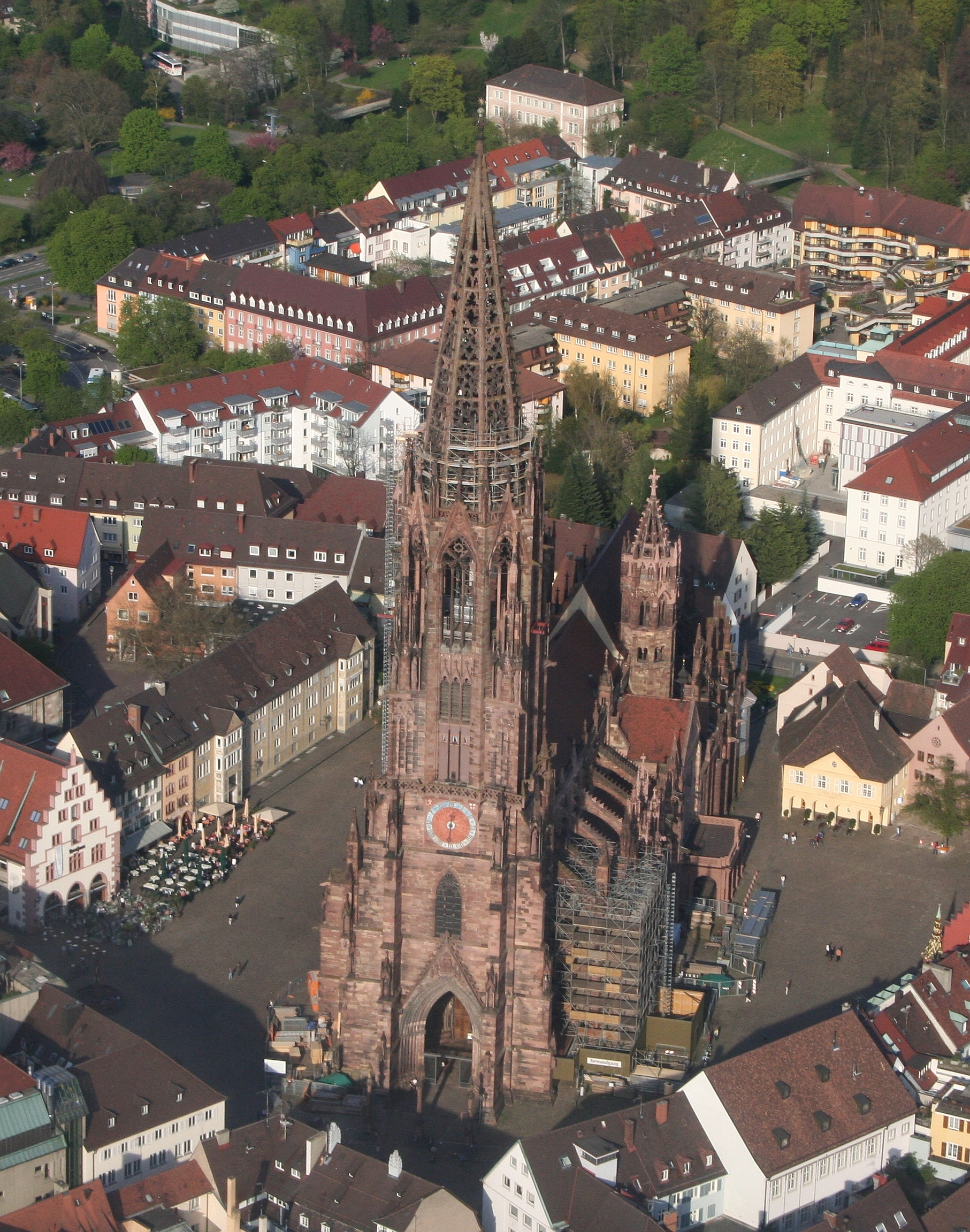
Cathédrale de Fribourg.